# L’Hôpital-du-Grosbois
L’Hôpital-du-Grosbois – miejscowość i gmina we Francji, w regionie Burgundia-Franche-Comté, w departamencie Doubs.
Według danych na rok 1990 gminę zamieszkiwało 349 osób, a gęstość zaludnienia wynosiła 45 osób/km² (wśród 1786 gmin Franche-Comté L’Hôpital-du-Grosbois plasuje się na 415. miejscu pod względem liczby ludności, natomiast pod względem powierzchni na miejscu 586.).